# ACoconut FC
ACoconut FC is een Surinaamse voetbalclub uit de plaats Brokopondo.
ACoconut won in 2011 het Lidbondentoernooi. De club komt uit in de Eerste Divisie (stand 2019).